# چیورلانو
چیورلانو (به ایتالیایی: Ciorlano) یک کومونه در ایتالیا است که در استان کسرتا واقع شده‌است.

## خصوصیات
چیورلانو ۲۷٫۹ کیلومترمربع مساحت و ۴۴۳ نفر جمعیت دارد و ۳۳۰ متر بالاتر از سطح دریا واقع شده‌است.